# Hans Purrmann

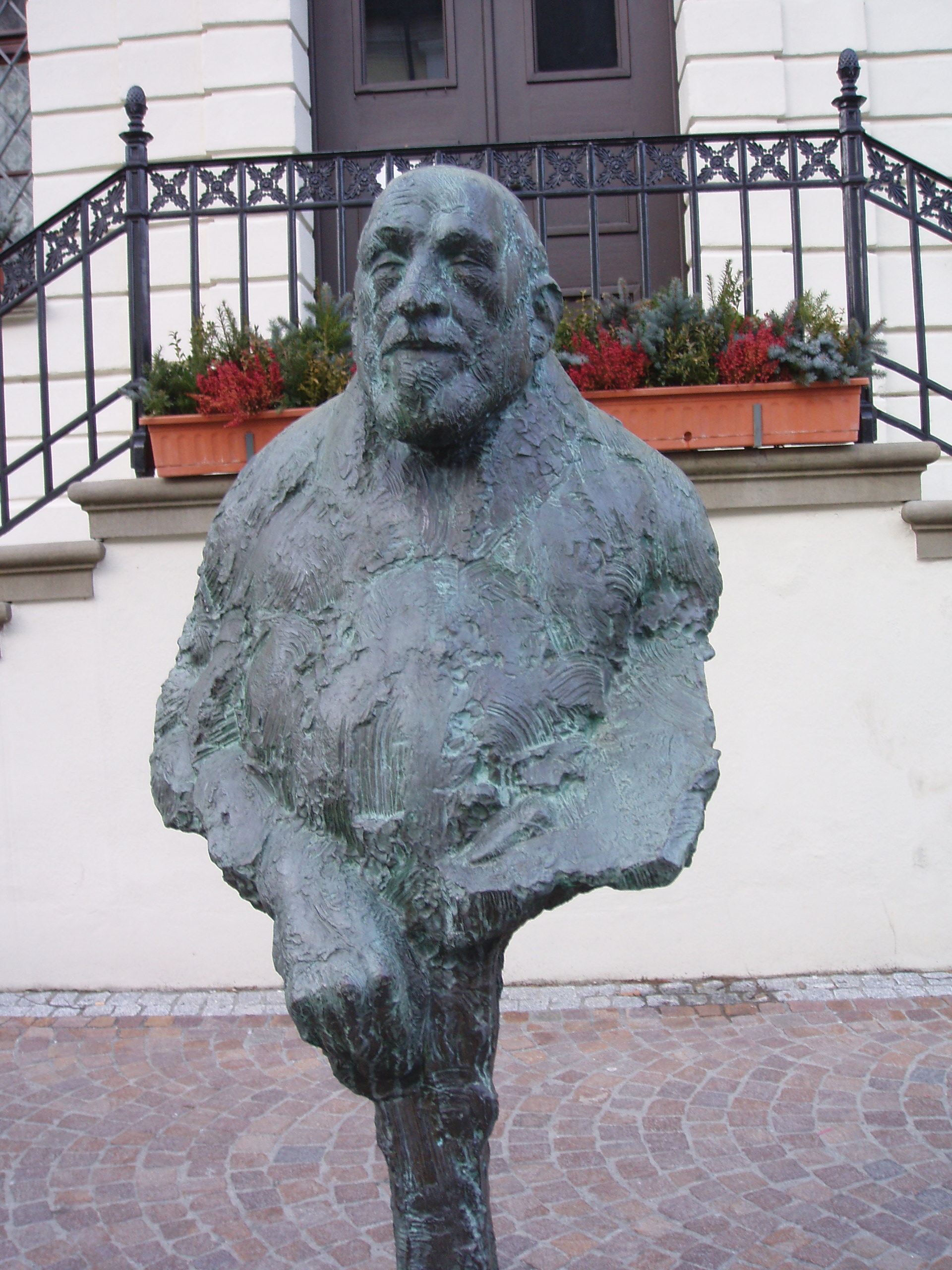
Buste van Hans Purrmann door Wieland Förster, 1980

Hans Marsilius Purrmann (Speyer, 10 april 1880 - Bazel, 17 april 1966) was een Duits laat-impressionistisch kunstschilder en graficus. Hij vervaardigde onder meer (naakt)figuren, portretten, stillevens en landschappen.
Purrmann ontving zijn opleiding aan de Kunstgewerbeschule in Karlsruhe (1898) en aan de Akademie der Bildenden Künste in München bij Franz von Stuck (1900 - 1905). Vervolgens ging hij naar Berlijn en sloot zich aan bij de kunstenaarsbond Berliner Sezession. Hij raakte beïnvloed door het impressionistische werk van Max Slevogt. Hierop reisde hij in 1906 naar Parijs om de Franse impressionisten nader te bestuderen. Hij maakte er kennis met onder anderen Henri Matisse en Pablo Picasso. Van Matisse en het fauvisme nam Purrmann het felle kleurgebruik en de decoratieve elementen in zijn werk over. Deze karakteristieken combineerde hij met het impressionisme zoals zich dat in de omgeving van de Berliner Sezession ontwikkeld had.
Bij het uitbreken van de Eerste Wereldoorlog keerde hij terug naar Berlijn. In de periode van het nationaalsocialisme werd zijn werk bestempeld als Entartete Kunst en veel ervan werd vernietigd. Hierop vestigde hij zich in de Villa Romana in Florence (1935 - 1943). Hij werd directeur en erevoorzitter van deze Duitse kunstinstelling. Tijdens zijn reizen door Italië vervaardigde hij vele landschappen en stadsgezichten.
In 1943 stierf zijn vrouw Mathilde na een lange ziekte, wat hem sterk aangreep. Na de val van Mussolini bezetten Duitse troepen Florence en Purrmann week daarop uit naar Zwitserland. Vanaf 1944 woonde hij in Montagnola bij Lugano. Hij raakte bevriend met Hermann Hesse, die later het gedicht Alter Maler in der Werkstatt aan hem opdroeg. Hij hertrouwde met de gobelinweefster Maria Geroe-Tobler. In 1950 werd hij ereburger van zijn geboorteplaats Speyer.